# Rose Laurens
Pour les articles homonymes, voir Laurens.
 (juin 2017).
Si vous disposez d'ouvrages ou d'articles de référence ou si vous connaissez des sites web de qualité traitant du thème abordé ici, merci de compléter l'article en donnant les références utiles à sa vérifiabilité et en les liant à la section « Notes et références ».
Rose Laurens, de son vrai nom Rose Podwojny, née le 4 mars 1951 à Paris et morte le 29 avril 2018 dans la même ville, est une auteure-compositrice-interprète française d'ascendance en partie polonaise et de confession juive.  
Première interprète du rôle de Fantine en 1980 dans la comédie musicale Les Misérables d'Alain Boublil, Claude-Michel Schönberg et Jean-Marc Natel d'après l'œuvre de Victor Hugo, elle est célèbre pour la chanson Africa, succès de 1982.

## Biographie

### Famille, enfance et jeunesse
Rose Podwojny naît le 4 mars 1951 dans le 4e arrondissement de Paris dans une famille juive originaire de Pologne. 
Son grand-père polonais, pianiste et violoniste à Varsovie, composait de la musique pour accompagner les films muets. Rose Podwojny commence à chanter très jeune. Elle passe tous ses dimanches à écouter des disques et à chanter devant un miroir.

### Les débuts
Ses parents, qui aiment aussi beaucoup la musique, l'emmènent souvent à l'Olympia et elle a un choc en entendant la chanteuse américaine Dionne Warwick : « Je n'avais jamais entendu une voix pareille. J'étais fascinée ».
Après l'obtention du baccalauréat, elle suit des cours de russe à l'Institut national des langues et civilisations orientales et vend des vêtements pour gagner sa vie.
Rose Podwojny vient d'avoir vingt ans lorsqu'elle débute en chanson au sein du groupe Sandrose, en 1972. La formation, dont elle devient la chanteuse officielle, donne dans le rock progressif français et ne sort qu'un seul album avant de se séparer au bout d'un an et de quelques concerts donnés à Paris.
Rose, qui porte toujours son nom d'origine, décide de prendre le pseudonyme de Rose Merryl et lance en 1976 et 1977 une poignée de 45 tours, sans succès. Elle fait alors la rencontre du compositeur et musicien Jean-Pierre Goussaud dont elle devient amoureuse, et le couple décide de travailler ensemble. Goussaud qui, au fil de sa carrière, travaillera avec Nicole Croisille (La Garonne, Emma, Toute seule, J'aime, Il n'y a plus d'abonné), Marie Laforêt (Pourquoi les hommes pleurent), Gérard Lenorman (On pourra partir, Pierrot chanteur), Fabienne Thibeault (Chaleur humaine, Le vent des moissons), Dalida (Confidences sur la fréquence, S'aimer, Le restaurant italien, Pour un homme, Le premier amour du monde), Johnny Hallyday (Je n'en suis plus capable), Sylvie Vartan (De choses et d'autres), et Céline Dion (Mon rêve de toujours) notamment, devient donc le compositeur attitré de Rose Laurens (le nom qu'elle prendra alors définitivement en 1979), et presque toutes les musiques de la chanteuse seront signées par lui. Le premier succès de Rose sur une musique de Jean-Pierre est la chanson Survivre, lancée en 1979. Elle chante la même année le titre "À deux" (composé par Mort Shuman et écrit par Claude Lemesle) sur la bande originale du film C'est encore loin l'Amérique ? sorti en 45 tours.

### Les succès
L'année suivante, en 1980, Rose Laurens est choisie par Robert Hossein pour interpréter sur scène comme sur disque le rôle de Fantine dans la tragédie musicale Les Misérables de Victor Hugo, dont les textes sont signés par Alain Boublil sur des musiques de Claude-Michel Schönberg,. La chanson J'avais rêvé d'une autre vie qu'elle a créée sera reprise de nombreuses fois, en français et en anglais, notamment par Susan Boyle en 2009 (I Dreamed a Dream) ainsi que le titre L'air de la misère repris lui aussi également en français et en anglais.
Après plus d'un an à se retrouver dans la peau de Fantine, Rose veut approfondir sa carrière solo. Elle quitte sa maison de disques Atlantic - Warner et signe dans une nouvelle maison de disques (Flarenasch) dirigée par Alain Puglia. Jean-Pierre et elle travaillent donc ensemble à préparer le tout premier album de la chanteuse. Ce dernier, qui porte le titre de Déraisonnable, voit le jour en novembre 1982. Le premier et seul extrait, Africa, écrite par Jean-Michel Bériat, adaptée en anglais par Elaine Stive, et composée par Jean-Pierre Goussaud (arrangements de Pascal Stive) est un succès immédiat. Le titre se vend à plus d'un million et demi d'exemplaires en France, où il se classe n° 1, et est certifié disque de platine. Le 45 tours se classe aussi n° 1 en Autriche, n° 2 en Suisse et en Norvège, n° 3 en Allemagne et n° 6 en Finlandeet disque d'or également en Belgique.
Dès l'année suivante, en 1983, Rose enregistre un deuxième album "Vivre", porté par le titre Mamy Yoko qui sera classé n° 13 en France et n° 37 en Allemagne. Elle édite pour le marché anglophone la même année le microsillon Africa - Voodoo Master qui comporte quelques titres originaux en plus de versions anglophones de Africa et Mamy Yoko.     
En 1986, Rose Laurens s'associe à de grands noms pour travailler sur son nouvel album Ecris ta vie sur moi, Jean-Pierre Goussaud signe toutes les musiques et les textes sont écrits par Francis Cabrel (Quand tu pars), Yves Simon (J'étais au rendez-vous, Partir, Profession reporter, Night and Day), Sylvain Lebel (Cherche), Marc Strawzynski (Je me jette à l'eau, Elsa, Stop vibration) et Yves Duteil (Écris ta vie sur moi, chanson qui devient le titre de l'album). Rose Laurens écrit elle-même La nuit. Toutefois, seul le single Quand tu pars se classera au Top 50 (à la 41e place, titre pour lequel elle enregistrera une version anglaise, "American Love" dont elle écrit elle même le texte dans la langue de Shakespeare). Elle se produit plusieurs soirs à l'Olympia de Paris en octobre 1986  (avec le Groupe Images en première partie).

### Éloignement de la scène et carrière plus confidentielle
Après avoir appris que son compagnon Jean-Pierre Goussaud était atteint d'un cancer, Rose Laurens décide de suspendre sa carrière afin de pouvoir demeurer auprès de son conjoint.
Ce n'est que trois ans plus tard qu'elle revient à son métier. Jean-Pierre Goussaud, malgré sa maladie, a en effet insisté pour composer un dernier album à la chanteuse. Lancé en automne 1990, l'album J'te prêterai jamais possède à nouveau la griffe de Francis Cabrel (voix dans la chanson P'tit frère et j'te prêterai jamais) ainsi que celle de Jean-Jacques Goldman (L'Absence). Les textes de toutes les autres chansons sont de Rose Laurens elle-même. Jean-Pierre Goussaud meurt le 25 juillet 1990, peu de temps après le mixage de l'album. Rose Laurens, anéantie, complète ses engagements, va au Québec pour la promotion d'une compilation qui y est éditée (17 grands succès de Rose Laurens), puis disparaît de la scène pendant presque quatre ans (une exception toutefois au début de l'année 1992 où elle est invitée par le Centre d'Essais du Pacifique pour donner un concert à Moruroa). Durant cette période, on ne la retrouve qu'une seule fois sur disque avec le duo Écris ta vie sur moi, paru en 1994 sur l'album Entre elles et moi d'Yves Duteil. 

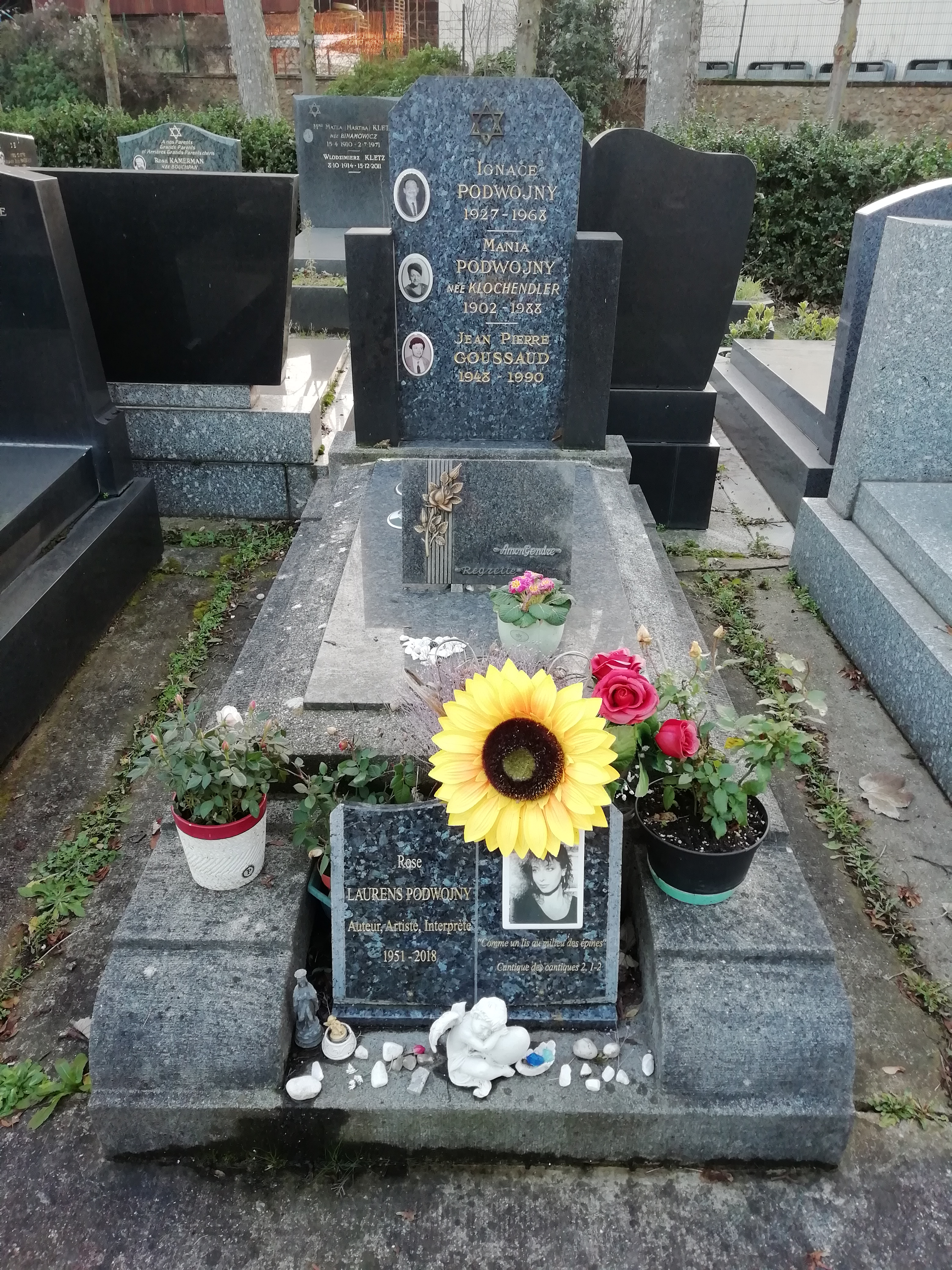
Tombe de Rose Laurens au cimetière parisien de Bagneux (division 106).

Elle revient en 1996 avec l'album Envie qui ne connaît pas le succès escompté, malgré des chansons signées Louis Chedid et/ou Jacques Cardona (Nous c'est fou, Si tu le veux vraiment…). Elle écrit elle-même les chansons : Jonathan s'en va ce soir, Mais où sont les anges ?, Place Saint-Michel, Donne-moi le goût, P'tit frère, se retire à nouveau pendant plusieurs années.

### Années 2000 et 2010
Ce n'est qu'en 2001 qu'on la retrouve sur scène et sur disque grâce à François Valéry et sa comédie musicale L'Ombre d'un géant. Le single Pour aimer plus fort en trio avec Hanna H. et Sophie Delmas se classera 40e des ventes de singles en France en juin 2001.
Ensuite, elle sillonne la France pour donner des concerts et participe à la tournée RFM Party 80 en 2007 et 2008.
Un nouvel album intitulé A.D.N., écrit en collaboration avec Pierre Palmade, sort le 27 avril 2015, porté par le single Si j'pars sur une île. Cet album devait donner lieu à un spectacle au théâtre de l'Européen à Paris, avant de lui préférer le Cabaret Sauvage, au mois de novembre 2015, mais à la suite de l'attentat du Bataclan, le spectacle au Cabaret Sauvage est repoussé au mois de janvier 2016.

### Mort
Rose Laurens meurt des suites d'un cancer, dans la nuit du 29 au 30 avril 2018 dans le 3e arrondissement,. Elle est inhumée au cimetière parisien de Bagneux (106e division) dans la même tombe où se trouvent ses parents et son compagnon Jean-Pierre Goussaud.

## Discographie

### Singles
- 1976 : In Space
- 1977 : L'après amour
- 1977 : Je suis à toi
- 1979 : Survivre
- 1979 : À deux
- 1980 : J'vous aime les oiseaux
- 1980 : L'Air de la misère
- 1981 : Pas facile
- 1982 : Africa
- 1983 : Africa (Voodoo Master) [Export]
- 1983 : Mamy Yoko
- 1983 : Mamy Yoko [Export]
- 1983 : Vivre
- 1984 : Danse-moi
- 1984 : Night Sky [Export]
- 1985 : Cheyenne
- 1985 : Quand tu pars
- 1986 : American Love [Export]
- 1986 : La Nuit
- 1987 : Où vont tous ceux qu'on aime ?
- 1989 : Africa - Mégamix 89
- 1990 : J'te prêterai jamais
- 1991 : Il a les yeux d'un ange
- 1991 : Louis
- 1994 : Africa - Remix 94 (Allemagne)
- 1996 : Nous c'est fou
- 2001 : Pour aimer plus fort
- 2015 : Si j'pars sur une île
- 2015 : Ecris ta vie sur moi
- 2015 : Peindre les murs en rouge
- 2022 : Africa Remixes (7 titres)

## Collaborations
- 1986 : Francis Cabrel, Quand tu pars, sur l'album Ecris ta vie sur moi
- 1986 : Yves Simon, Night and day, Profession Reporter, J’étais au rendez-vous et Partir sur l'album Ecris ta vie sur moi
- 1990 : Jean-Jacques Goldman, L'absence, sur l'album J'te prêterai jamais
- 1994 : Yves Duteil, Écris ta vie sur moi (en duo) sur l'album Entre elles et moi
- 1995 : Gay Anthems, compilation américaine, chanson American Love
- 1996 : Louis Chedid, Nous c’est fou, sur l'album Envie
- 2002 : Thierry Gali, album Thierry Gali chante Noël, sur lequel elle fait les chœurs sur Joyeux Noël.